# Miran Kabe
Miran Kabe (født 17. juni 1992) er en tidligere japansk fodboldspiller.
Han har spillet for flere forskellige klubber i sin karriere, herunder Ventforet Kofu og Giravanz Kitakyushu.